# Дунаевка (Запорожская область)
Дунаевка (укр. Дунаївка) — село, Дунаевский сельский совет, Приазовский район,
Запорожская область, Украина.
Код КОАТУУ — 2324583001. Население по переписи 2001 года составляло 624 человека.
Является административным центром Дунаевского сельского совета, в который, кроме того, входят сёла 
Викторовка.

## Географическое положение
Село Дунаевка находится на расстоянии в 2,5 км от берега Молочного лимана,

## История
- 1859 год — дата основания как село Майтугай.
- В 1911 году переименовано в село Дунаевка.
- 21 сентября 1943 года село освобождено от германской оккупации.[2]

## Экономика
- «Прилиманский», сельскохозяйственный производственный кооператив.

## Объекты социальной сферы
- Школа.
- Детский сад.
- Клуб.
- Фельдшерско-акушерский пункт.